# سیم‌سیتی دی‌اس ۲
سیم‌سیتی دی‌اس ۲ (به انگلیسی: SimCity DS 2) یک بازی ویدئویی منتشر شده توسط شرکت الکترونیک آرتز است. این بازی در تاریخ ۱۹ مارس ۲۰۰۸ عرضه شده و سازنده آن الکترونیک آرتز است.